# Edetans
Les Edetans sont un peuple ibère qui vécut sur le territoire d'Edeta. Avec une surface approximative de 8 545 km2, les Edetans occupaient le sud de la province de Castellón et les deux tiers de la partie septentrionale de la province de Valence. Les limites de leur territoire étaient au Nord la rivière Mijares (Udiva) ; à l'Ouest les montagnes de Javalambre, Gúdar et la Vallée du fleuve Cabriel ; au Sud le fleuve Jucar (Sucro); et à l'Est la mer Méditerranée. Cependant tous les auteurs ne sont pas d'accord sur les limites Nord et Ouest. Les peuples voisins étaient les Ilercavons au nord, les Sedetans au nord-ouest, les Olcades à l'ouest et les Contestans au sud.

## Sources antiques
Les principaux auteurs antiques qui citent les Edetans sont Strabon (Ier siècle av. J.-C.), Pline l'Ancien (Ier siècle) et Ptolémée (IIe siècle). Selon Strabon, géographe et historien grec, l'Èbre était la limite nord de leur territoire. Selon Pline l'Ancien la rivière Udiva (Mijares), et selon Ptolémée, une confusion serait possible avec les Sedetans, l'actuelle Saragosse pourrait être Edetana.
Les Édetans occupaient les actuelles contrées d'Alto Mijares, de la Plana Baixa, d'Alto Palancia, de Los Serranos, de Camp de Túria, de Camp de Morvedre, de la Hoya de Buñol, de la Horta Oest, de la Horta Sud, de Valence, de la Ribera Alta, de la Ribera Baixa et probablement aussi la contrée de Requena-Utiel. Certains auteurs pensent que des territoires comme Kelin (Caudete de las Fuentes), ne faisaient pas déjà de partie de l'Edetanie. L'Edetanie dans les sources littéraires étaient selon l'Histoire Naturelle de Pline l'Ancien s'étendait jusqu'à Sucro (Júcar - Valence), tout en ne semblant pas avoir eu cette extension géographique avant la conquête de l'Hispanie par les Romains. Robert C. Knapp a démontré depuis longtemps que des territoires comme la Contestanie, l'Edetanie... n'ont obtenu le statut de « régions » que pour consolider le territoire romain sur le littoral méditerranéen durant la première phase de la conquête romaine.

## Édetanie ibérique
D'un point de vue politico-social, les Édetans ne s'organisaient pas comme un royaume avec une capitale et quelques frontières, mais comme un ensemble de cités indépendantes qui formaient une confédération dans des circonstances extraordinaires comme d'après les sources écrites lors de la deuxième guerre punique ou lors de la conquête romaine de la péninsule Ibérique. Le rôle principal d'Edeta (Tossal de Sant Miquel de Llíria) dans l'actuelle Llíria est sans doute dû à Edecón/Edesco lorsqu'il prit la tête de cette confédération durant cette période décrite en détail par les historiens classiques.

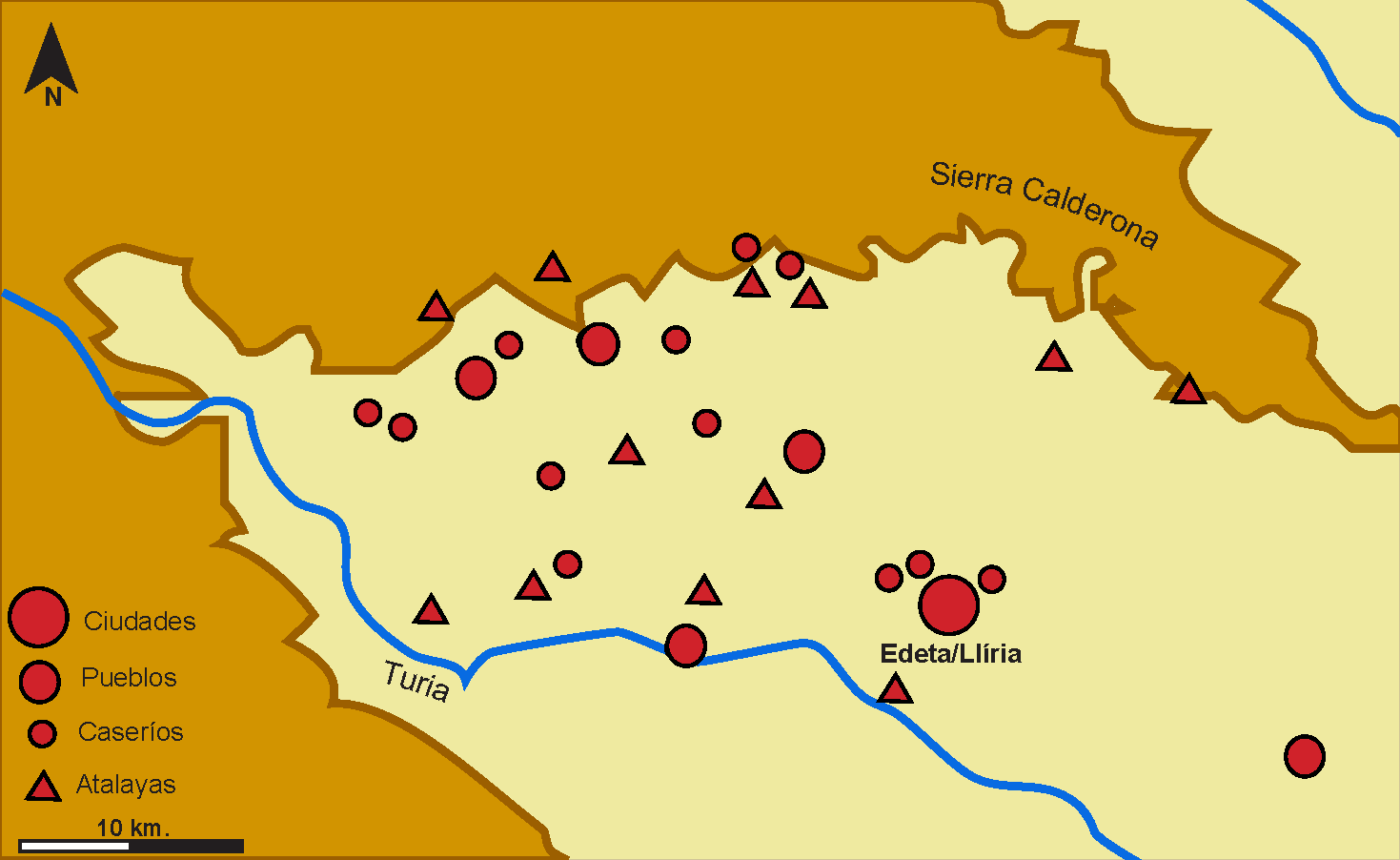
Edeta et son territoire durant la période ibérique.

Il faut considérer cependant que le chef de cette confédération tribale avait des pouvoirs très limités; il dirigeait la confédération comme primus inter pares (premier parmi ses pairs), il était en quelque sorte le porte-parole de sa propre confédération mais sans autorité sur les autres chefs.
Les villes les plus importantes de l'Edetanie ibère ont été Edeta qui pouvait avoir circonstanciellement et sporadiquement un rôle de capitale et de centre administratif du territoire, Sucro près de l'actuel Cullera et Arse (Sagonte).